# FN Minimi
Le FN Minimi (Minimi signifiant « mini-mitrailleuse ») est un fusil-mitrailleur léger de conception belge dessiné par Ernest Vervier et fabriqué par la FN Herstal depuis 1974[réf. nécessaire]. 
Connu également sous le nom de M249 SAW (version modifiée pour l'US Army), il apparaît dans de nombreux films et jeux vidéo. « SAW » est l'acronyme anglais de Squad Automatic Weapon.

## Description
Ce fusil-mitrailleur est chambré en 5.56 mm OTAN, plus spécifiquement la cartouche « ss109 » ayant été initialement créée pour elle. Cette munition de 5,56 mm, employée normalement dans les fusils d'assaut, est moins puissante et porte donc moins loin que les munitions généralement utilisées dans les fusils-mitrailleurs  moyens, mais elle est aussi moins encombrante et permet donc d'avoir une arme plus mobile pouvant être maniée par un seul homme. De plus, il est doté d'une importante cadence de tir, qui lui permet de procurer un appui efficace, des points de vue défensif et offensif. 
Ce fusil-mitrailleur à emprunt de gaz a été conçu pour appuyer la FN MAG, non pour la remplacer. Dans une section de combat, on trouve généralement un fusil-mitrailleur d’appui général (FN MAG, M60E4 ou AAT 52) et deux FN Minimi pour le soutien. 
Une version tirant la cartouche 7,62 x 51 mm Otan a été développée et est notamment en service dans l'armée française et l'armée néo-zélandaise.

## Versions et utilisateurs

### Minimi des troupes aéroportées (TAP)

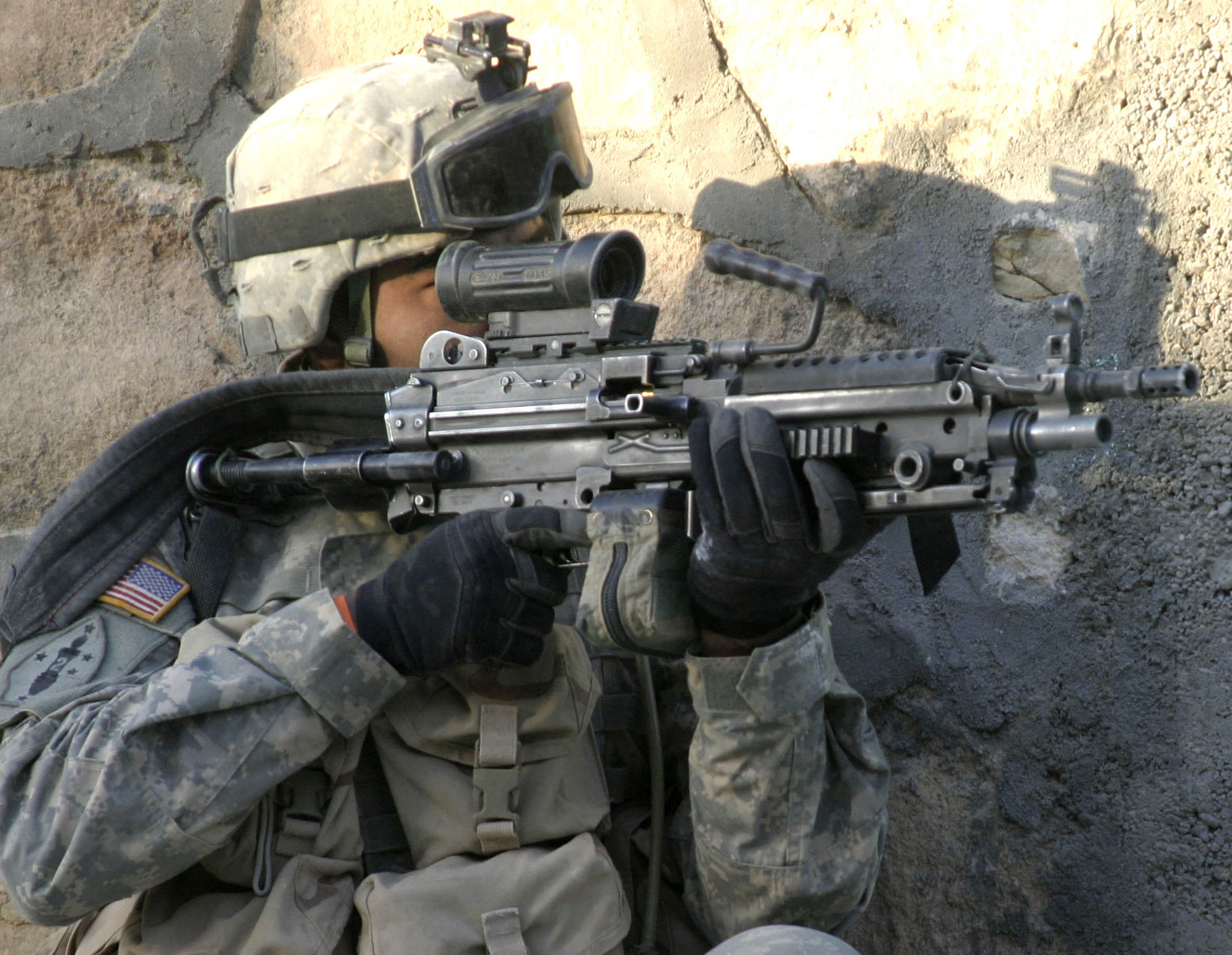
Un soldat américain avec un M-249 SAW Para.
La dotation théorique en munitions est de 800 cartouches pour un automatic rifleman en mission de combat pour trois jours.

Arme collective automatique légère à tir continu pour une utilisation directe contre un objectif terrestre.
Données numériques
- Calibre : 5,56 × 45 mm Otan (SS109)
- Longueur de l'arme crosse sortie : 918 mm
- Poids de l'arme nue : 7,100 kg
- Système d'alimentation : bande souple ou chargeur de Type M16
- Cadence de tir théorique : 750 à 950 cps/min

Description sommaire
L'arme comprend huit parties principales :
1. La boite de culasse
2. Le canon
3. L'ensemble mobile
4. Le mécanisme d'alimentation
5. Le mécanisme de détente
6. Le bloc arrière et la crosse
7. Le bipied
8. Les accessoires de rechange

La Belgique utilise cette arme en version Minimi classique (M1 avec crosse tubulaire classique) et Para M3 (crosse rétractable et canon court, présenté en novembre 2013). Exportée au Brésil, au Chili, aux Émirats arabes unis, en France, en Grèce, en Indonésie, en Irlande, en Italie, en Malaisie, au Maroc, au Mexique, au Népal, en Norvège, aux Pays-Bas, en Pologne, au Royaume-Uni (L108/L110 Para), en Suède (Ksp 90/Ksp 90B "Para), en Slovénie, au Sri Lanka, en Suisse (LMg 05), en Thaïlande et au Venezuela.

### M249 SAW et dérivés

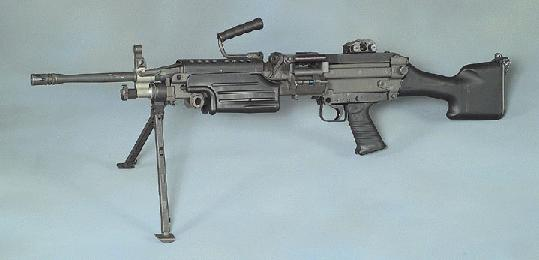
Fusil-mitrailleur M249, une FN Minimi remaniée pour l'US Army.

Les États-Unis l'adoptèrent sous la dénomination de « M249 SAW (Squad Automatic Weapon pour arme automatique de section) / M249 Para », fabriquée aux États-Unis par la filiale locale de la FN Herstal.
Version revue dotée d'une crosse en polymère, un manchon refroidisseur et souvent équipée d'un viseur point rouge. Exportée en Argentine, en Norvège, en Thaïlande, aux Philippines et fabriquée sous licence au Japon par une filiale de Sumitomo Heavy Industries. L'US Army utilise aussi le M249 SPW, raccourci et muni d'une crosse télescopique et une poignée avant, ainsi que le Mk.46 Mod 0, dérivé de cette dernière mais sans poignée avant et avec une crosse fixe. La dotation théorique d'un groupe de combat de l'infanterie de l'armée de terre américaine est de deux M249.

### C9

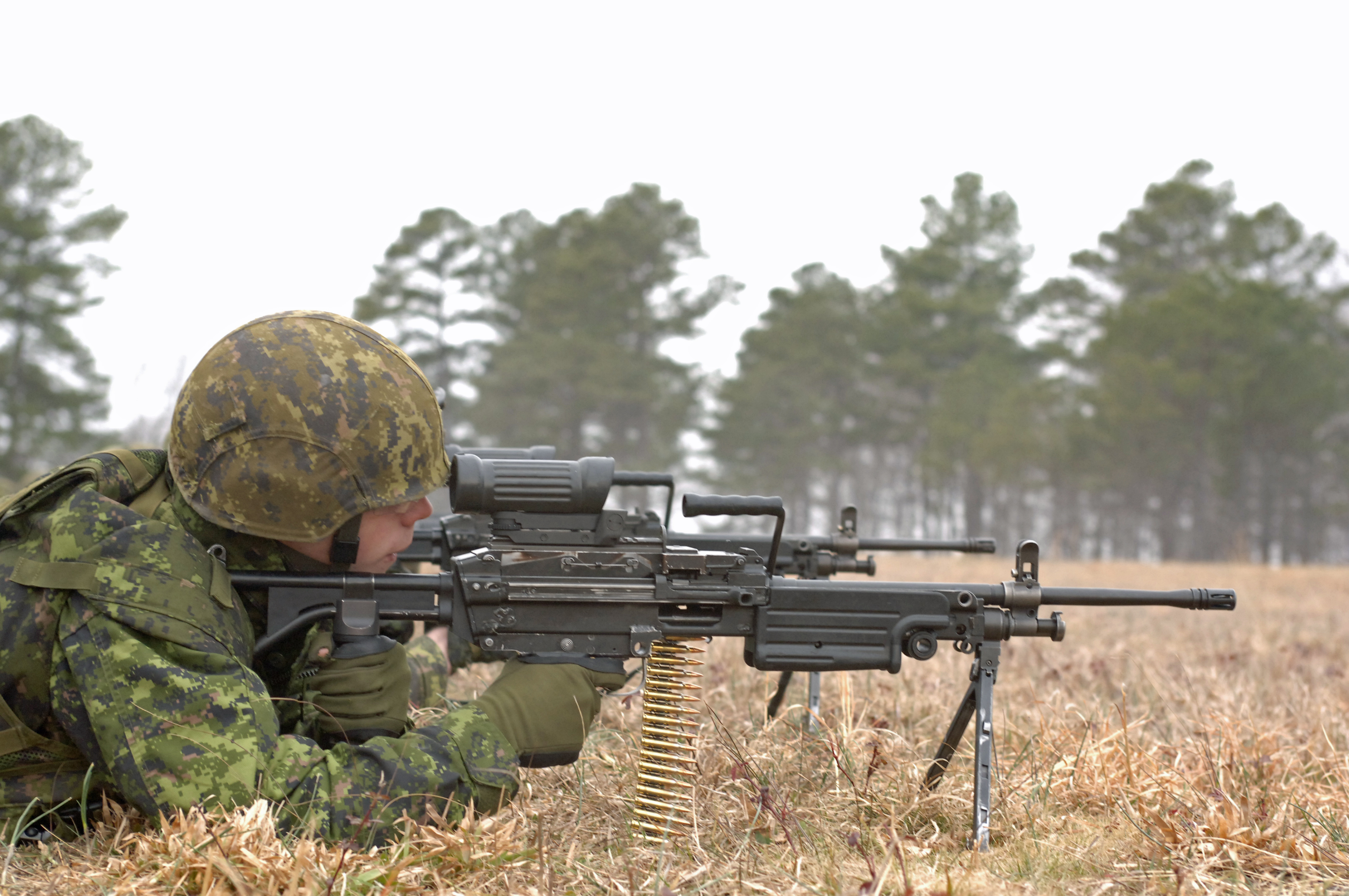
Le C9A1 canadien a connu le feu avec le Royal 22e Régiment (formé de fantassins majoritairement québécois) lors de la Guerre d'Afghanistan (2001-2014).

Le Canada produit l'arme sous la dénomination de C9. La version actuellement utilisée par les forces  armées canadiennes est la C9A1 munie d'une lunette de visée C79 Elcan. La version à venir est la C9A2 dont les modifications sont le canon raccourci et la crosse type M4A1. La fabrication est assurée sous licence de la FN Herstal par Colt Canada, filiale canadienne de Colt. Le C9 est également une des armes réglementaires au sein des forces armées néo-zélandaises.

### F89
En dehors de l'OTAN, la Minimi a été fabriquée en Australie avec la dénomination F89 sous licence de la FN Herstal par Thales Australia. Les principales modifications par rapport à la Minimi M1 incluent un cache-flamme long, un système de fixation par rail de type Picatinny, une lunette de visée 1,5x et une poignée de transport fixe. Elle est en service au sein des forces armées australiennes et celles du Timor oriental.

## Données numériques

### Minimi M1
- Munition : 5,56 x 45 mm OTAN.
- Masse de l'arme vide avec bipied : 6,85 kg.
- Masse de l'arme chargée (boîte de 200 cartouches) : 10,01 kg.
- Longueur : 1 038 mm.
- Canon : 466 mm.

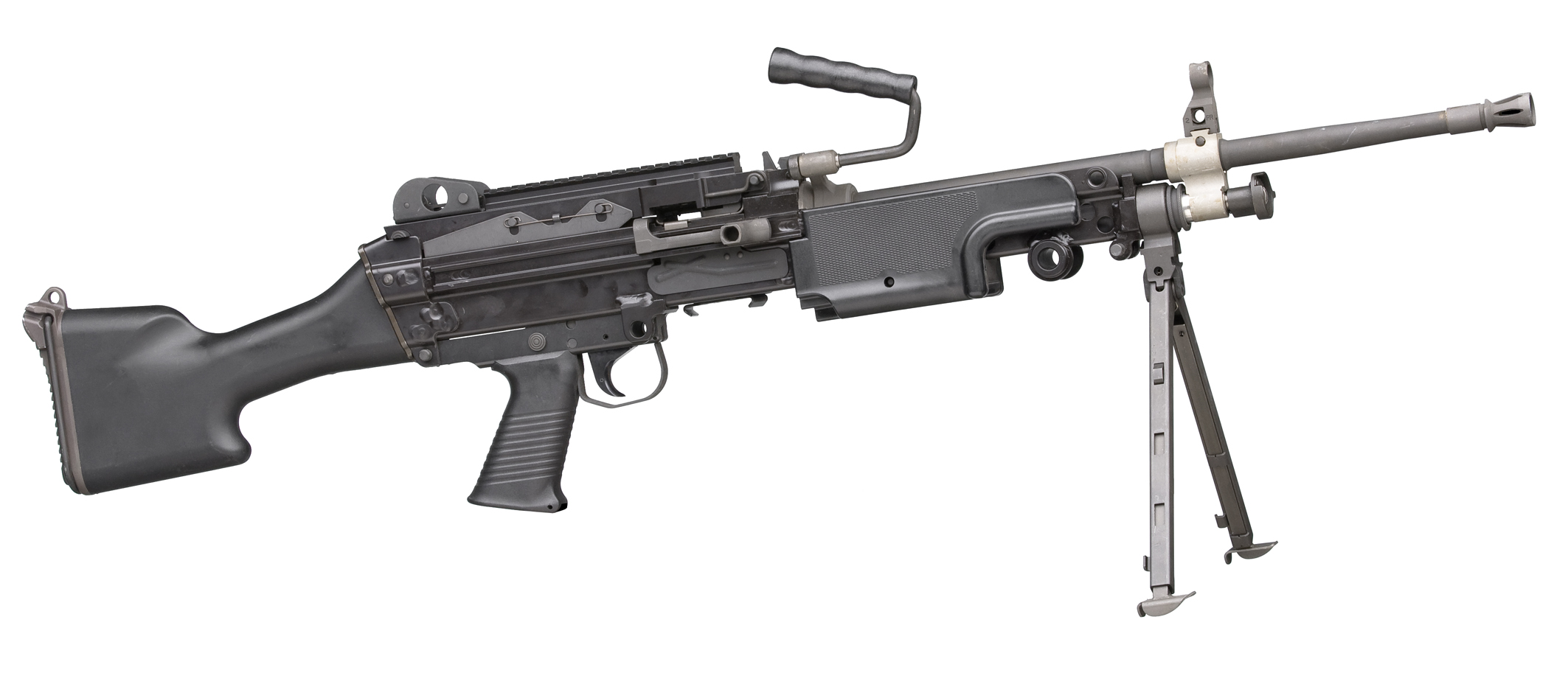
FN Minimi M1 (version 2020 avec crosse pleine en polymère).

- Alimentation : chargeur de 30 ou 50 cartouches, bande de 100 ou 200 cartouches.
- Cadence de tir théorique : 700 ou 1 100 cps/min.

### Minimi Para
- Munition : 5,56 x 45 mm OTAN
- Masse de l'arme vide avec bipied : 6,5 kg.
- Masse de l'arme chargée (boîte de 200 cartouches): 9,6 kg.
- Longueur : 900 mm/725 mm avec crosse rentrée.
- Canon : 350 mm.

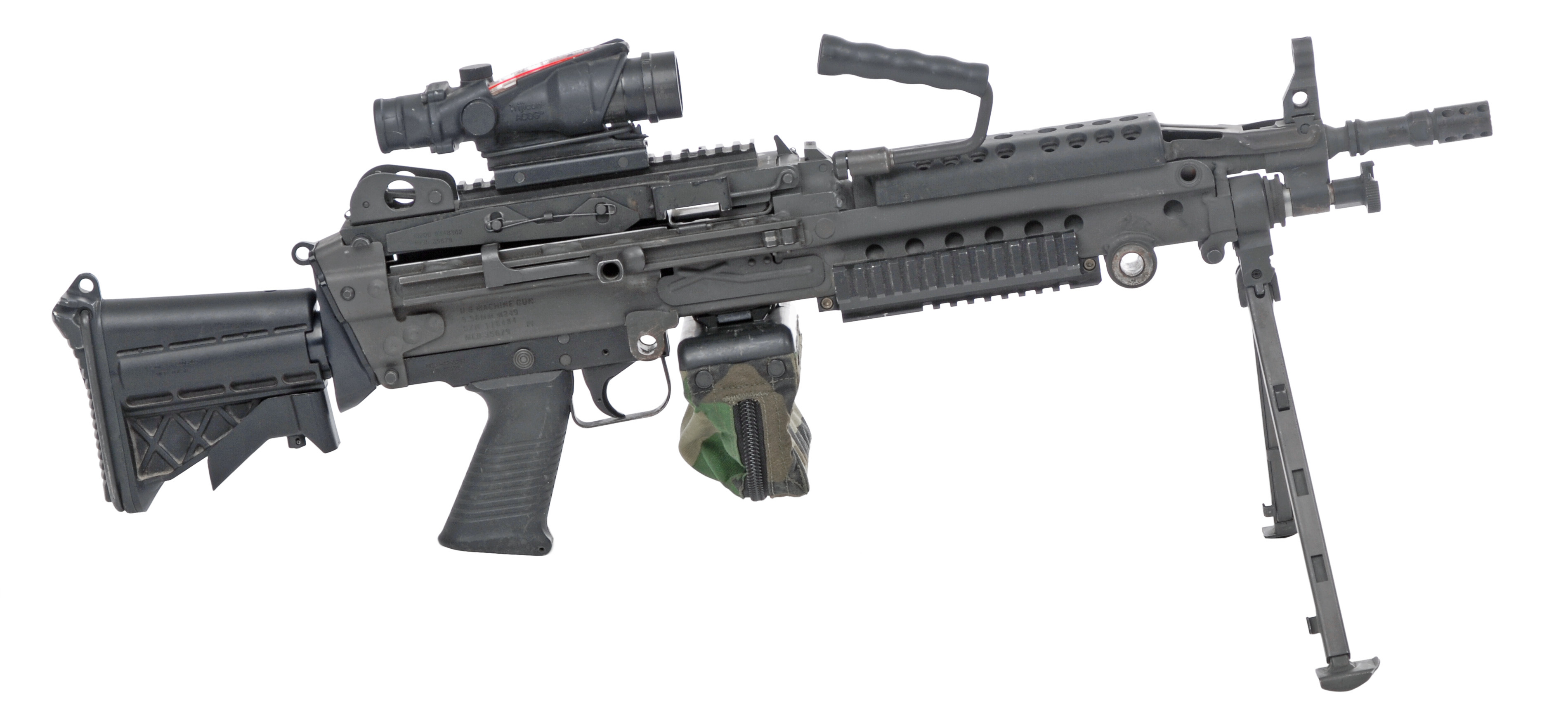
M249 SAW Para.

- Alimentation : chargeur de 30 ou 50 cartouches, bande de 100 ou 200 cartouches.
- Cadence de tir théorique : 700 ou 1 100 c/min.
- livrée avec 2 canons interchangeables qui se changent tous les 200 coups pour éviter les surchauffes.

### Minimi 7,62 x 51 OTAN (Mk 48)
- Munition : 7,62 × 51 mm Otan
- Masse : 8 kg à vide et 11,5 kg avec une boite de 100 munitions.
- Portée : 1 000 mètres contre 600 mètres pour la version standard.

L'USSOCOM a lancé un appel d'offres au début du XXIe siècle pour un fusil-mitrailleur léger en calibre 7,62 x 51 mm Otan pouvant être utilisée par l'infanterie débarquée. FN Herstal a donc répondu en créant sa version de la minimi dans ce calibre. Il a été adopté par l'US army sous la dénomination de « Mk 48 ».
Le recul est pratiquement identique à celui de la Minimi en 5,56 OTAN grâce à un amortisseur hydraulique. L'arme répond aux besoins sur le terrain même si certains lui préfèrent la MAG qui est plus lourde mais plus résistante, le faible poids de cette version ayant été obtenu par un calcul au plus juste des pièces.

## Pays utilisateurs

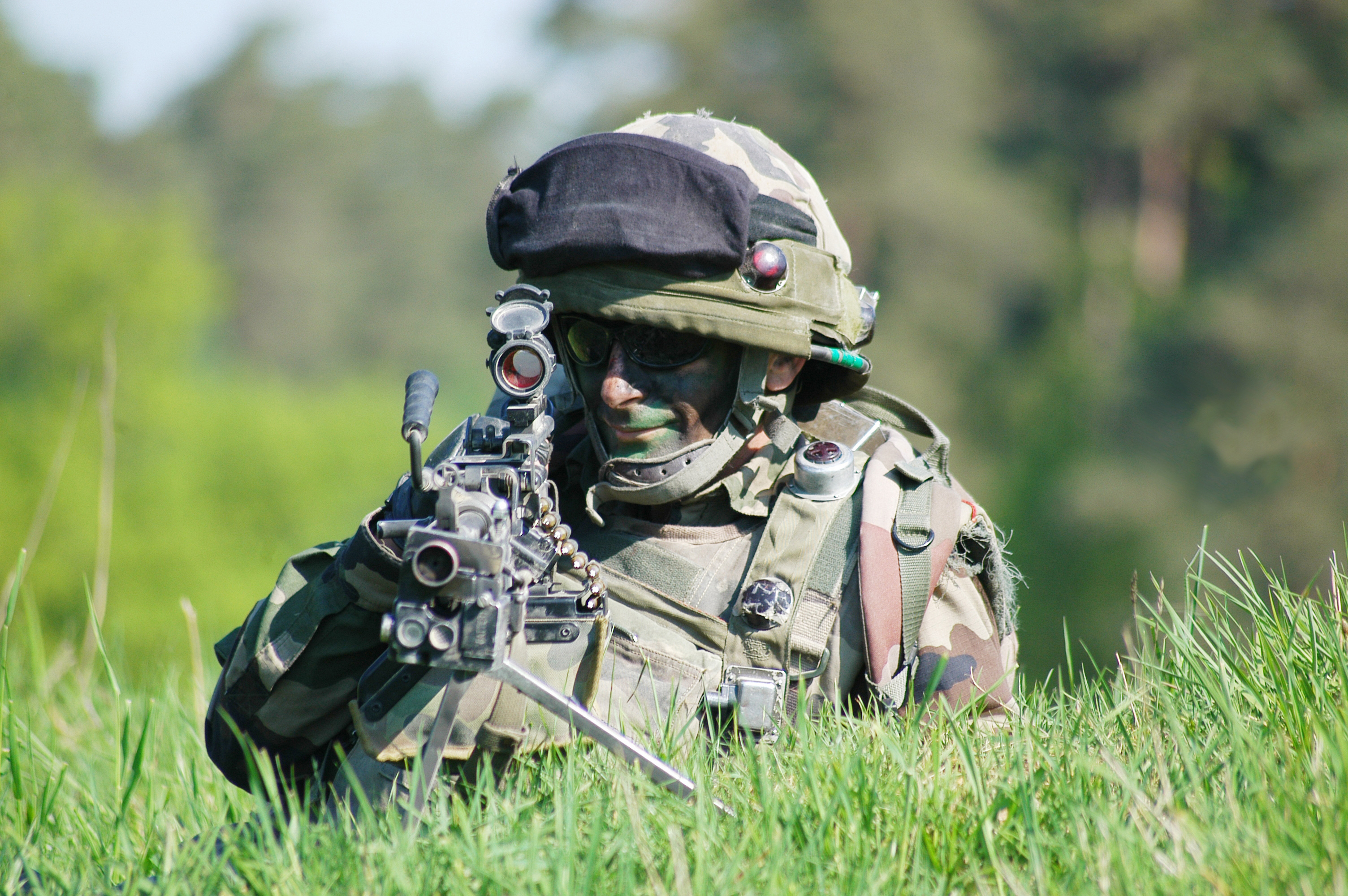
Un tireur de FN Minimi M1 de l'Armée française en 2008.

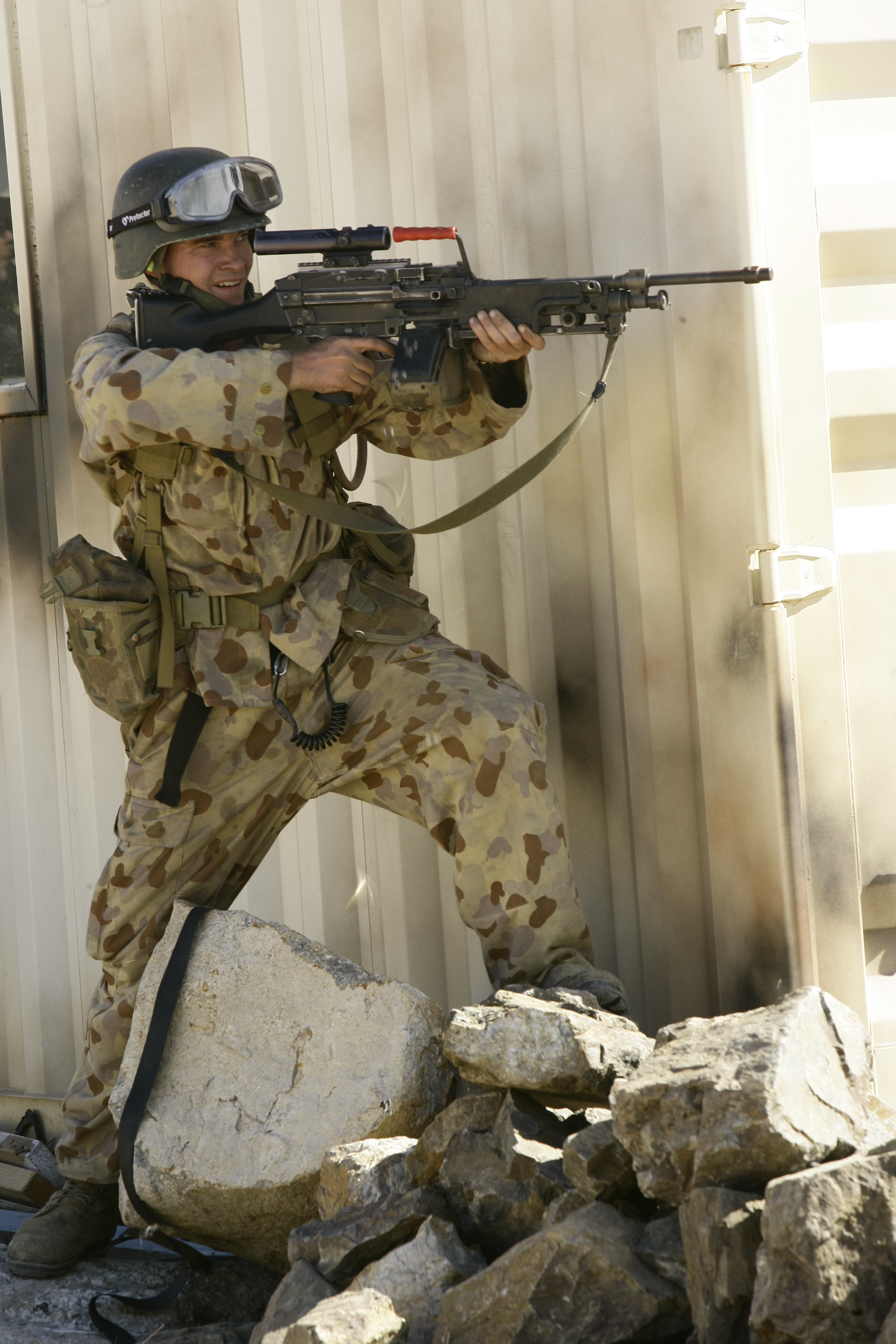
Une Minimi F89A1 australienne.

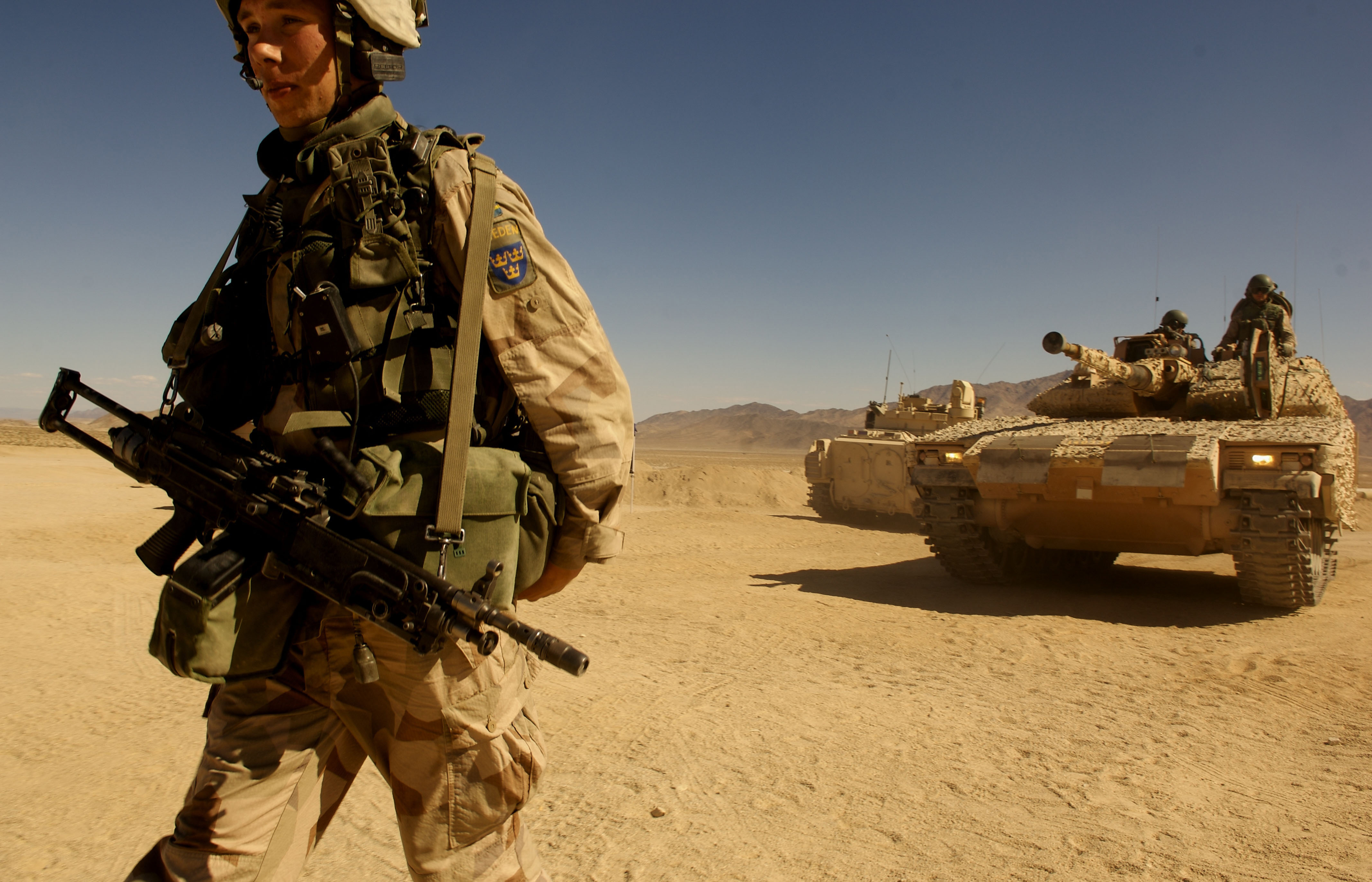
Un soldat suédois avec une Ksp 90B.

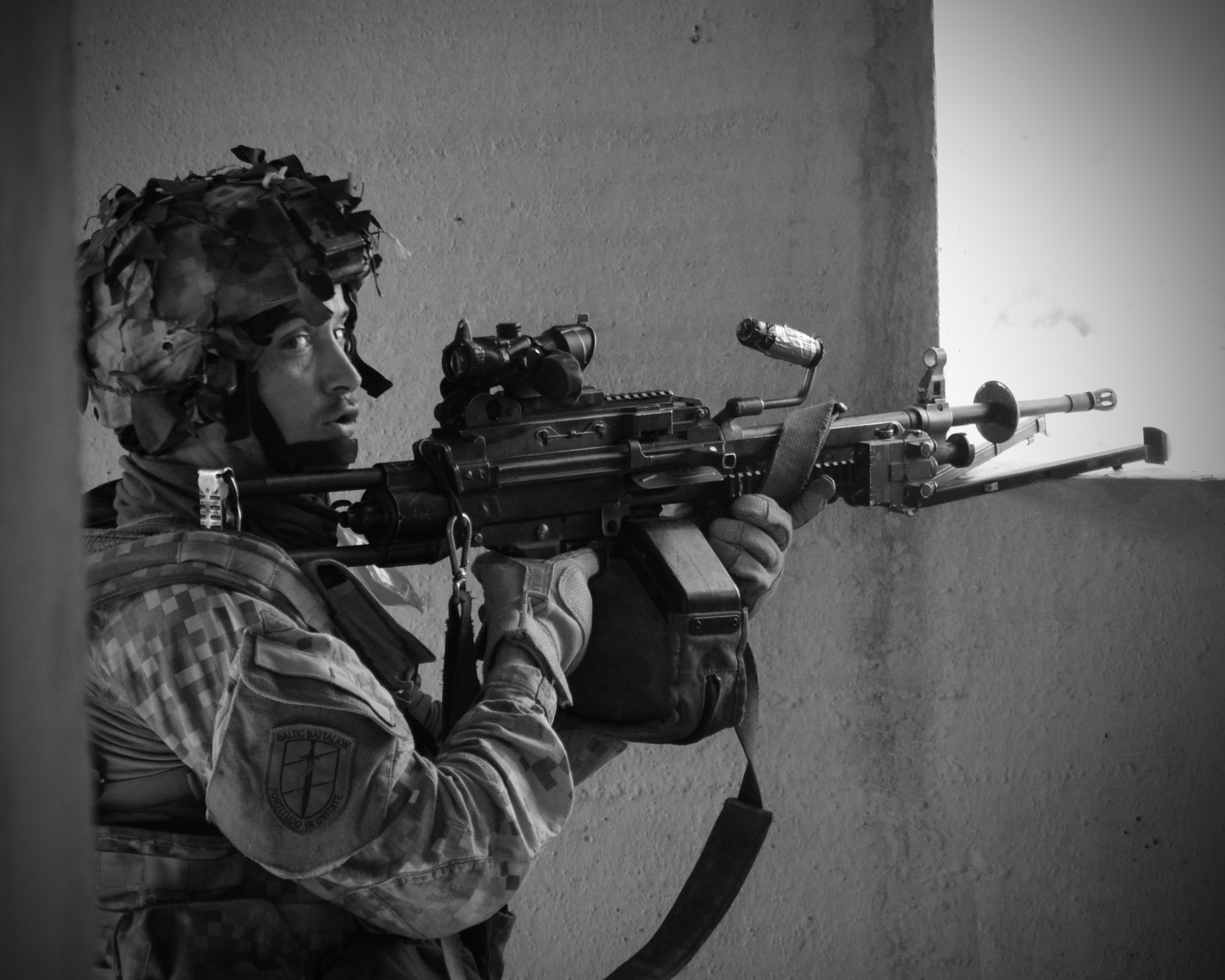
Soldat letton équipé d'un mitrailleur léger FN Minimi.

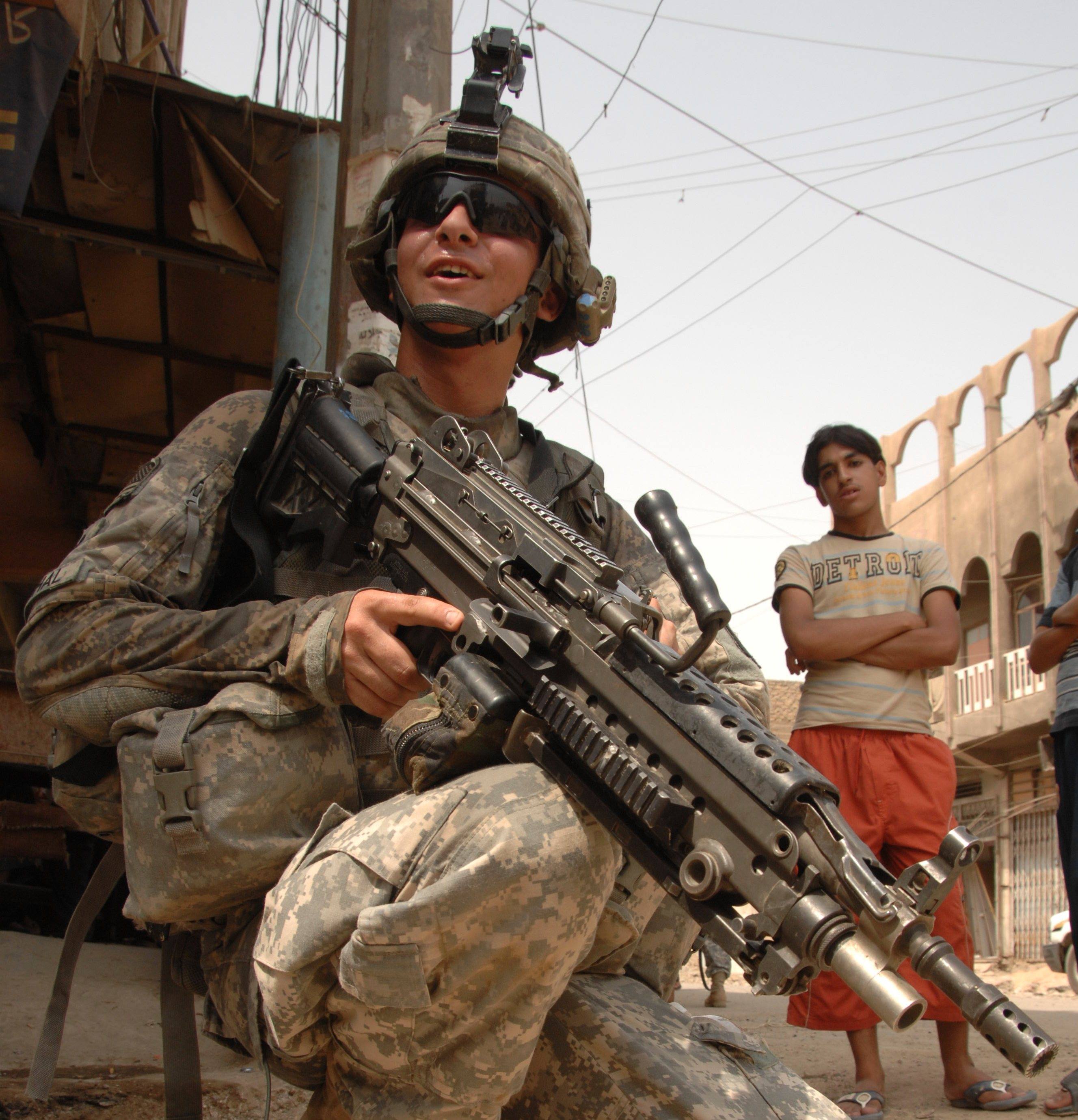
Soldat américain armé avec un M249 SAW durant une patrouille.

La Minimi a été adoptée par au moins 45 pays. Les pays utilisateurs incluent :
- Afghanistan : utilisée par l'Armée nationale afghane dont les M249 sont issues des stocks de l'armée américaine[4].
- Australie : désignée F89 par les forces armées australiennes, elle est construite par Thales Australia[5]. Le frein de bouche est directement issu de la FN MAG pour améliorer la précision de l'arme[6]. La version de calibre 7,62 mm OTAN est aussi en service limité sous le nom de Maximi[7],[8].
- Belgique : arme standard de soutien dans la composante terre de l'armée belge[9]. Elle utilise les deux modèles, Minimi MK2 (5.56 x 45 OTAN) Minimi MK3 (7.62 X 51 OTAN)[10]
- Brésil : utilisée par la police militaire de Rio de Janeiro, le BOPE[11] ainsi que par les forces spéciales brésiliennes et le corps des Marines brésilien[12].
- Canada : les forces armées canadiennes utilisent la C9, qui diffère par sa crosse en acier. La C9A1 dispose d'un rail Picatinny permettant de monter des optiques de tir[13]. La C9A2 a un canon plus court, une peinture verte, une poignée, une crosse télescopique identique à celle du C7A1, ainsi qu'un dispositif de visée laser[14]. Chaque section dispose de deux fusils-mitrailleurs C9.
- République de Chine : variante T75 produite localement et obtenue par rétro-ingénierie, utilisée par l'armée taïwanaise et le corps des Marines[15].

- Chili : utilisé par le corps des Marines chilien dans sa version 7,62 OTAN[16].
- Danemark : utilisé par le Jægerkorpset[17].
- Égypte : produit sous licence[18].
- Émirats arabes unis[9].
- Espagne : l'Armada espagnole a acquis des Minimi aux calibres 5,56 et 7,62 mm[19].
- États-Unis : utilisé par les forces armées des États-Unis sous l'appellation M249[9].
- France : la version Para est largement diffusée dans les Forces armées françaises, en complément de l'AANF1[20].
- Grèce : fabriquée sous licence par EAS, utilisée dans l'armée et les forces spéciales grecques[21] depuis 1999.
- Hongrie : le M249 SAW est utilisé par les forces spéciales hongroises[22].
- Indonésie[9] : fusil-mitrailleur  léger standard des forces armées indonésiennes. Fabriqué sous licence par Pindad.
- Irak : utilisée par les forces spéciales irakiennes[23].
- Irlande : utilisée par les forces spéciales Army Ranger Wing (ARW)[24].
- Italie : fabriquée sous licence par Beretta en partenariat avec la FN Herstal, largement utilisée par les forces armées italiennes en remplacement du MG42/59, directement hérité de la Seconde Guerre mondiale[25].
- Japon : a remplacé partiellement le NTK-62 au sein des forces japonaises d'autodéfense. Elle est fabriquée sous licence par la firme Sumitomo[26],[27].
- Lettonie : fusil-mitrailleur léger standard en Lettonie[28].
- Luxembourg : variante Para utilisée au sein de l'Unité spéciale de la police de la police grand-ducale[29],[30],[31].
- Malaisie : l'armée malaisienne a remplacé la Heckler & Koch HK11 par la Minimi, qui est aussi utilisée par les unités spéciales de la police[32].
- Maroc[réf. nécessaire].
- Mexique : utilisée par l'armée et la marine mexicaines comme arme automatique légère, ou montée sur véhicule. La police fédérale et la police de certains états l'utiliseraient également[réf. nécessaire].
- Népal : 5 500 unités achetées en 2002[33].
- Norvège : utilisée par le Hærens Jegerkommando, le Forsvarets spesialkommando, le Kystjegerkommandoen (en) et le Marinejegerkommandoen (forces spéciales) depuis la fin des années 1980 ; 1900 exemplaires ont été commandés en 2011 pour une utilisation plus large au sein des Forces armées norvégiennes[34].
- Nouvelle-Zélande : utilisée par la force de défense néo-zélandaise sous l'appellation C9 Minimi. Utilisée depuis 1988 en tant que fusil-mitrailleur léger[35] En février 2012, la Minimi 7,62 TR est sélectionnée pour remplacer la C9 LSW Minimi sous le nom 7.62 LSW Minimi[36].
- Pakistan : La FN Minimi Para est utilisée par les forces armées pakistanaises[37].
- Papouasie-Nouvelle-Guinée : désignée sous le nom F89[15].
- Pays-Bas : version Para utilisée par l'armée royale néerlandaise en remplacement du FN MAG, qui reste utilisé en tant que fusil-mitrailleur standard[38].
- Pérou : utilisée par les Marines péruviens[39].
- Philippines : utilisée par les forces armées philippines depuis mai 2002[40].
- Pologne : utilisée par les forces spéciales du GROM[41],[42], ainsi que le Premier régiment spécial de commandos en version calibre 7,62 mm et par l'unité maritime d'actions spéciales Formose.
- République dominicaine : utilisée par les forces armées dominicaines[43].
- Royaume-Uni : utilisée par l'armée britannique en version standard et Para sous les appellations respectives L108A1 et L110A2[44]. L'armée britannique équipe chaque escouade de quatre hommes d'une Minimi en version Para, généralement équipée d'optiques SUSAT. Il est aussi utilisé par la Royal Navy, les commandos et la Royal Air Force. Quelques versions en calibre 7,62 mm sont en service[45].
- Sénégal
- Serbie : utilisée par la Brigade Spéciale serbe[46].
- Slovaquie : Minimi Para utilisée par certains régiments des forces spéciales[réf. nécessaire].
- Slovénie : Minimi Para utilisée par les forces armées slovènes[47].
- Sri Lanka[9]
- Suède : désignée sous le nom Ksp 90 (« Kulspruta 90 »). Le modèle Para est appelé Ksp 90B. Les deux sont produits par Bofors Carl Gustav[48],[49].
- Suisse : désigné sous le nom LMg 05 (« Leichtes Maschinengewehr 05 ») ou FM 05 (« Fusil-mitrailleur 05 »)[50].
- Tchéquie :  ~ 200 pour les forces spéciales, plus 949 achetés en janvier 2022 en calibre 5,56 et 7,62 mm pour les forces régulières livrables jusqu'en 2025[51].
- Thaïlande[15] : utilisée par l'armée royale thaïlandaise et le corps des marines (version M249).
- Timor oriental : utilisée par le FDTO[52].
- Tunisie : utilisée par l'armée tunisienne.
- Turquie : utilisée par la police turque et l'armée de terre turque[15].
- Vietnam : FN Minimi Mk 3 utilisée par les marines vietnamiens[53].

## Dans la culture populaire

### Cinéma
Minimi standard :
- La Chute du faucon noir (2001) de Ridley Scott.
- Les larmes du soleil (2003) d'Antoine Fuqua.
- Expendables 3 (2014) de Patrick Hughes.

Minimi Para :
- Dobermann (1997) de Jan Kounen  (équipée d'un lance-grenade M203).
- 36 quai des Orfèvres (2004) d'Olivier Marchal
- Forces Spéciales (2011) de Stéphane Rybojad.

### Jeux vidéo
La Minimi apparaît dans de nombreux jeux vidéo.
- Arma 3
- Half-Life: Opposing Force
- série Counter Strike :
  - Counter Strike
  - Counter Strike: Source
  - Counter-Strike: Condition Zero
  - Counter-Strike: Global Offensive
- série Far Cry :
  - Far Cry
  - Far Cry 2
  - Far Cry 3
  - Far Cry 4
  - Far Cry 5
  - Far Cry: New Dawn
- Insurgency: Modern Infantry Combat
- série Jagged Alliance
- Payday 2
- PlayerUnknown's Battlegrounds
- Spec Ops: The Line
- Scarface: The World Is Yours
- saga Tom Clancy :
  - Tom Clancy's The Division
  - Tom Clancy's Ghost Recon Phantoms
  - Tom Clancy's Rainbow Six: Siege
- Unturned

Call of duty modern warfare 

### Source
- Magazine DSI (Défense et Sécurité Internationale) no 89, page 110.